# Вершинін Лев Ремович
Лев Ремович Вершинін (Лев Григорович Гіммельфарб) (нар. 14 серпня 1957, Одеса) — російський пропагандист, також письменник-фантаст, журналіст та історик російсько-єврейського походження родом з України. Член Спілки письменників Росії (з 1997) та Міжнародної асоціації письменників СНД. Основний рід занять — аналітика, консалтинг, та моніторинг електоральних процесів. З грудня 2000 по 2007 рік жив в Ізраїлі, з червня 2007 року проживає в Іспанії.
Вершинін відомий своїми контроверсійними висловлюваннями. Неодноразово виступав із заявами про причетність уряду УНР до єврейських погромів у 1918—1919 р.р. і співпрацю УПА з гітлерівцями у 1941-1942 рр. Також у 2014 році підтримав військове вторгнення Росії в Україну, анексію Криму та частини Донбасу. Є одним з російських ідеологів, хто поширює проросійську версію т. з. «Одеської Хатині» (так вони називають Протистояння в Одесі 2 травня 2014). Веде активну антиукраїнську пропаганду в ЗМІ деяких країн СНД та Китаю.
Деякі книги Вершиніна заборонені до розповсюдження в Україні, як такі, що підривають суверенітет України. Станом на 2020 до списку заборонених входило 7 книг Вершиніна. Також з 2018 року Вершинін входить до Переліку осіб, які створюють загрозу нацбезпеці України. Неодноразово проявляв українофобну позицію та відмовляв Україні в праві на територіальну цілісність.
З початку російського вторгнення в Україну неодноразово закликав до геноциду жителів України.

## Біографія

### Ранні роки
За офіційною версією, народився в Одесі. До 16 років носив прізвище Гіммельфарб. У 16 років був офіційно усиновлений вітчимом і таким чином Лев Григорович Гіммельфарб став Левом Ремовичем Вершиніним. У 1974 році закінчив середню школу. У 1977—1979 роках навчався в Казанському державному університеті, з 1981 року навчався та в 1984 році з червоним дипломом[джерело?] закінчив навчання на вечірньому відділенні Одеського державного університету. Закінчив заочну аспірантуру Московського педагогічного державного університету під керівництвом професорів А. В. Немирівського і Л. С. Іллінської. Кандидат історичних наук (1989). Автор ряду наукових статей та книг на історичну тематику.

### Кар'єра журналіста, політика та політичного експерта
У 1994 році зайняв перше місце на перших виборах у Верховну раду України по 302 (Центральному) виборчому округу міста Одеси, однак депутатом не став у зв'язку з особливостями тогочасного законодавства — явка виборців у другому турі була нижче 50 %, що мають право голосу. В результаті, у 1994—1998 роках 302 округ Одеси не мав представництва у Верховній раді, а сам Вершинін в цей час був депутатом Одеської міськради. У 1998 році балотувався в мери Одеси, був одним з тих кандидатів, які оголосили «голодовку» на знак протесту на рішення суду зняти їхні кандидатури. Врешті Вершинін не став мером Одеси, але у 1998 році на тиждень став заступником мера Одеси. З 1999 від активної політичної діяльності відійшов.
З грудня 2000 по 2007 рік жив в Ізраїлі, регулярно друкувався в газеті «Вєсті», «Час» та виступав на телеканалі «Ізраїль+». Як голова аналітичного департаменту Інституту країн Східної Європи і СНД Міжнародного центру виборчих систем (East European States & C.I.S. Institute for International expert Center for Electoral Systems) брав участь як міжнародний спостерігач на виборах в різних країнах у 2004—2008 роках, зокрема на Президентських виборах України (2004), Казахстану (2005) та Грузії (2008) та на Парламентських виборах Киргизстану (2005), Азербайджану (2005), та України (2006, 2007). У 2010 році займав посаду міжнародного експерта Міжнародного центру аналітичного моніторингу політичних і виборчих процесів (Objectives of the International Center of Analytical Monitoring).
З червня 2007 року проживає в Іспанії

### Українофобські погляди
У своєму блозі на платформі livejournal.com постійно проводить українофобську агітацію. Зокрема, його публікації направлені на дегуманізацію жителів України та заперечення проведення самостійної політики держави (лише під впливом США). Часто вживає неприйнятні та образливі терміни, щодо українців та України.
Після невдач російської армії в Україні почав закликати до масового знищення українців за допомогою масованих ракетних та авіаударів, аж до завдання ядерного удару.

## Літературна творчість
З 1980-х роках працював у жанрі історичної белетристики, потім — наукової фантастики. Лауреат премій «Мандрівник» (1997), «Меч у дзеркалі» (1997), «Зоряний міст» (I місце в номінації «Цикли, серіали і романи з продовженням» в 1999 році, III місце в номінації «Майстер Фен-До» в 2000 році).

#### Художня проза
1. Ущелье трех камней. Повести и рассказы / Лев Вершинин. — Одесса. : Киноцентр, 1992. — 304 с. — 50000 экз. — ISBN 5-7240-0044-X.
2. Великий Сатанг: [Роман] / Лев Вершинин. — М. : ЭКСМО, 1996. — 407 с. — 20000 экз. — ISBN 5-85585-817-0.
3. Лихолетье Ойкумены: [Роман] / Лев Вершинин. — М. : ЭКСМО-Пресс, 1998. — 424 с. — 8000 экз. — ISBN 5-04-000674-8.
4. Время царей: [Роман] / Лев Вершинин. — М. : ЭКСМО-Пресс, 1998. — 424 с. — 8000 экз. — ISBN 5-04-000672-1.
5. Сельва не любит чужих: [Фантаст. роман] / Лев Вершинин. — М. : ЭКСМО-Пресс, 1999. — 539 с. — 13000 экз. — ISBN 5-04-002329-4.
6. У подножия вечности: [Фантаст. роман] / Лев Вершинин. — М. : АСТ, 2000. — 377 с. — 7000 экз. — ISBN 5-17-002103-8 (В пер.).
7. Сельва умеет ждать: [Фантаст. роман] / Лев Вершинин. — М. : ЭКСМО-пресс, 2000. — 441 с. — 13000 экз. — ISBN 5-04-006060-2 (В пер.).
8. Великий Сатанг: [Роман] / Лев Вершинин. — М. : АСТ, 2001. — 413 с. — 10000 экз. — ISBN 5-17-007068-3.
9. Доспехи бога: [Фантаст. роман] / Лев Вершинин; При участии М. Вершининой. — М. : ЭКСМО, 2003. — 346 с. — 11000 экз. — ISBN 5-699-01654-6.
10. Фантастические произведения / Лев Вершинин; [Худож. Д. Д. Гордеев и др.]. — М. : Аргус, 1996-. — ISBN 5-85549-041-6. Т. 1: Хроники неправильного завтра. — 1996. — 364 с. — 10000 экз. — ISBN 5-85549-058-0; Т. 2: — 1996. — 348 с. — 10000 экз. — ISBN 5-85549-059-9.
11. Наследники Бога — [Роман] / Лев Вершинин. — М. : Азбука, 2006. — 416 с. — 10000 экз. — ISBN 5-352-01590-4
12. Священная война: [сборник] / Андрей Лазарчук, Андрей Мартьянов, Лев Прозоров, Владимир Свержин; [ред.-сост. В. Гончаров]. — Москва: Яуза: Эксмо, 2008. — 318 с. —  — 7100 экз. — ISBN 978-5-699-27474-1.
13. Обреченные сражаться: [Роман] / Лев Вершинин. — М. : Эксмо, 2016. — 385 с. — 5000 экз. — ISBN 978-5-699-89640-0
14. Стрелы Судьбы: [Роман] / Лев Вершинин. — М. : Эксмо, 2016. — 416 с. — 5000 экз. — ISBN 978-5-699-90336-8

#### Дослідження. Публіцистика
1. Последняя мировая?: Война и идеология / Лев Вершинин; При участии Нины Фогель. — Харьков: Факт, 2006. — 301 с. — 3000 экз. — ISBN 966-637-470-6, ISBN 9789666374700.
2. Россия, которую мы догоняем. : [Политика. Идеология] / Лев Вершинин. — М. : Алгоритм, 2013. — 240 с. — 2000 экз. — ISBN 978-5-443-80353-1
3. Гопакиада. : [История. Политика. Идеология] / Лев Вершинин. — М. : АСТ, 2013. — 415 с. — 3000 экз. — ISBN 978-5-17-077371-8  (книга заборонена в Україні)
4. Две Украины — две России. : [История. Политика. Идеология] / Лев Вершинин, Леонид Кучма. — М. : Алгоритм, 2014. — 352 с. — 2000 экз. — ISBN 978-5-4438-0714-0  (книга заборонена в Україні)
5. Украина — вечная Руина: гопак на крови. : [История. Политика. Идеология] / Лев Вершинин. — М. : Яуза, 2014. — 320 с. — 2500 экз. — ISBN 978-5-9955-0726-0  (книга заборонена в Україні)
6. Евромайдан. Кто уничтожил Украину? : [Политика. Идеология] / Лев Вершинин. — М. : Алгоритм, 2014. — 224 с. — 2000 экз. — ISBN 978-5-4438-0887-1  (книга заборонена в Україні)
7. Русские идут. : [История. Политика. Идеология] / Лев Вершинин. — М. : Яуза, 2014. — 480 с. — 3000 экз. — ISBN 978-5-699-75050-4
8. Идем на Восток. : [История. Политика. Идеология] / Лев Вершинин. — М. :Алгоритм, 2014. — 480 с. — 2500 экз. — ISBN 978-5-4438-0840-6
9. Бежали храбрые грузины. Неприукрашенная история Грузии / Отв. ред. Л. Незвинская. — М.: Эксмо, 2015. — 386 с. — 2000 экз. — ISBN 978-5-699-78012-9.
10. Россия против Запада. 1000-летняя война. : [История. Политика. Идеология] / Лев Вершинин. — М.: Эксмо, 2015. — 256 с. — 2500 экз. — ISBN 978-5-699-79095-1
11. Позорная история Америки. «Грязное белье» США.: [История. Политика. Идеология] / Лев Вершинин. — М.: Яуза, 2015. — 320 с. — 2500 экз. — ISBN 978-5-9955-0778-9
12. Преступная история США: Статуя кровавой свободы. : [История. Политика. Идеология] / Лев Вершинин. — М.: Яуза, 2015. — 320 с. — 2500 экз. — ISBN 978-5-9955-0829-8
13. Грозная Русь против смердяковщины.: [История. Политика. Идеология] / Лев Вершинин. — М.: Яуза, 2015. — 320 с. — 2500 экз. — ISBN 978-5-699-84888-1
14. Чёрные судьбы. Том 1.: [История. Политика. Идеология] / Лев Вершинин. — М.: Селадо, 2017. — 408 с. — 2500 экз. — ISBN 9785906695154
15. Повесть о братстве и небратстве: 100 лет вместе. : [История. Политика. Идеология] / Лев Вершинин. — М.: Селадо, 2018. — 448 с. — 2000 экз. — ISBN 9785906695222. Т. 1. ISBN 9785906695239
16. Повесть о братстве и небратстве: 100 лет вместе. : [История. Политика. Идеология] / Лев Вершинин. — М.: Селадо, 2018. — 528 с. — 2000 экз. — ISBN 9785906695222. Т. 2. ISBN 9785906695253

#### Поезія
- Баллада о боевом слоне. СПб, 1991.
- Страна, которую украли. Одесса, Одессей, 1994
- Неактуальные баллады. СПб, Лань, 2001

### Премії і нагороди
Лауреат різних літературних премій в жанрі фантастики:
- 1997 Мандрівник в категорії «Середня форма» за «Перший рік Республіки»
- 1997 Мечі в категорії «Меч у дзеркалі» за «Перший рік Республіки»
- 1999 Зоряний Міст в категорії «Кращий цикл, серіал і роман з продовженням» посів 1 місце за «Сельва не любить чужих»
- 2000 Зоряний Міст в категорії «Майстер Фен-до» (3 місце)

## Звинувачення у плагіаті
За повідомленням ізраїльської газети «Маарів», в 2004 році звинувачений у плагіаті. Журналіст Олександр Еттерман заявив наступне: «Пан Вершинін в газеті „Вєсті“ видавав за свої слова й фрази, написані іншими авторами». Тоді ж журналістом Арканом Каривом було висловлено думку про політичну мотивацію звинувачень Олександра Еттермана. Вершинін опубліковано спростування звинувачень в ізраїльському тижневику «Час» (2005, № 27), після чого пан Етерман приніс вибачення.